# Peter Wickens Fry
Peter Wickens Fry (1795 Compton Bishop – 29. srpna 1860 Londýn) byl anglický amatérský fotograf – průkopník, ačkoli profesionálně pracoval jako londýnský právník. Na počátku 50. let 19. století spolupracoval s Frederickem Scottem Archerem a pomáhal mu s prvními experimenty s mokrým kolodiovým procesem. V roce 1853 aktivně pomáhal Rogeru Fentonovi založit společnost Royal Photographic Society. Několik jeho fotografií je ve sbírkách Victoria and Albert Museum v Londýně.

## Život a rodina
Narodil se někdy v roce 1795 Petru Frymu (1768-1846) a Joanně Chapmanové v Compton Bishopu, vesnici v severním Somersetu. Měl dva mladší bratry a dvě sestry. Jeho mladší bratr Bruges později žil v Hill House v Cheddaru a Peter žil v Compton House v Compton Bishopu. Vystudoval advokacii a začal pracovat jako advokát, později se stal jedním z průkopníků fotografie v Anglii.

## Kariéra
Na počátku 40. let se začal zajímat o vznikající umění fotografie. Zjevně experimentoval s kreslením světlem ještě předtím, než Henry Fox Talbot vyvinul v roce 1841 proces kalotypie. První fáze experimentování byla s daguerotypickými portréty. Jeho zájem a výzkumy ve fotografii ho přivedly ke zvolení do Královské společnosti umění (RSA) v roce 1845. S přáteli ve svém domě z vlastního zájmu založil klub Calotype Club. První setkání klubu se konalo v roce 1847. Bylo to neformální shromáždění 12 fotografů zapojených do procesu kalotypie. Setkávali se jednou nebo dvakrát měsíčně a diskutovali o technickém vývoji a praktickém použití. Klub byl v roce 1848 přejmenován na Royal Photographic Club. Někteří další členové klubu byli například: vědec Robert Hunt, člen RSA, který byl ředitelem Muzea praktické geologie a na počátku fotografie byl v tomto oboru autoritou, sochař Archer a Dr. Hugh Welch Diamond, který byl vedoucím Lunatic Asylum v Surrey County.
Na začátku 50. let spolupracoval s Archerem a pomáhal mu na prvních pokusech s mokrým kolodiovým procesem. The Photographic Journal napsal, že udělal mnoho pro podporu použití kolodiového procesu. Jeho první snímek za použití kolodia byl vystaven na schůzi Společnosti umění v roce 1851. Archera představil také Richardovi Hornovi. Ten pak vystavoval fotografie na Velké výstavě v roce 1851, což mohly být první kolodiové snímky, které byly veřejně vystaveny. V roce 1852 spolupracoval s Archerem při uplatňování pozitivního procesu kalotypie, nebo ambrotypového procesu portrétování, který u veřejnosti našel rozsáhlé využití. V zimě 1852-53 uspořádal se společností Royal Photographic Club první výstavu fotografií. V roce 1853 také aktivně pomáhal Rogeru Fentonovi založit Královskou fotografickou společnost. Byl aktivní v radě Královské fotografické společnosti, dokud nebyl nucen krátce před svou smrtí kvůli nemoci rezignovat.
Na konci své právnické kariéry se objevil jako advokát Jamese Hendersona v soudním případu známém jako "Talbot versus Henderson", což je případ pro případ porušování práv, který Talbot uplatňoval za svůj patent na kalotypii. Frymu se nakonec podařilo získat soudní příkaz, který klientovi poskytl kompenzaci ve výši 330 liber.
Zemřel 29. srpna 1860 na Montague Street čp. 14 v Londýně. Několik jeho fotografií patří Společnosti a Victoria and Albert Museum v Londýně, včetně jeho portrétu pořízeného roku 1851.